# Exaugustus Boioannes
Exaugustus Boiοannes (în limba italiană: Exaugusto Bugiano), fiul celebrului general bizantin Vasile Boioannes, a fost catepan bizantin de Italia, din anul 1041 până în 1042.
Exaugustus Boioannes l-a înlocuit la conducerea catepanatului pe Mihail Doukeianos, după ce acesta a căzut în dizgrație după înfrângerea de la Montemaggiore (în regiunea Foggia) din data de 4 mai. Boioannes nu a avut la dispoziție susținerea financiară și militară de care se bucurase predecesorul său. Astfel, el a sosit în Italia pentru a lupta împotriva răsculaților din aici doar cu un contingent de mercenari varegi. Boioannes a hotărît să încerce să îi izoleze pe răsculații longobarzi în Melfi, așezându-și tabăra în apropiere de Montepeloso.
Potrivit cronicarului Guglielmo de Apulia, înaintea bătăliei cu rpsculații, Exaugustus ar fi ținut trupelor bizantine un discurs îmbărbător. Cu toate acestea, normanzii au ieșit din Melfi și s-au încartiruit pe Monte Siricolo, lângă Montepeloso. Ei au capturat un convoi de provizii și alimente destinat grecilor și au forțat începerea confruntării. În final, Boioannes a fost înfrânt și capturat la 3 septembrie 1041. Nefiind decât simpli mercenari, normanzii l-au predat pe comandantul bizantin conducătorului longobard Atenulf al IV-lea de Benevento, care l-a închis în Benevento. Acesta din urmă a acceptat primirea unei mari sume de bani pentru eliberarea catepanului și imediat și-a însușit întreaga sumă de răscumpărare. Boioannes a fost eliberat, însă deja își pierduse funcția de comandant militar.